# Divan (bergstopp)
Divan är en bergstopp i Bosnien och Hercegovina.   Den ligger i entiteten Federationen Bosnien och Hercegovina, i den centrala delen av landet, 50 km väster om huvudstaden Sarajevo. Toppen på Divan är 1 569 meter över havet, eller 31 meter över den omgivande terrängen. Bredden vid basen är 0,66 km.
Terrängen runt Divan är kuperad åt sydost, men åt nordväst är den bergig.Närmaste större samhälle är Voljevac, 10,0 km väster om Divan. 
Omgivningarna runt Divan är en mosaik av jordbruksmark och naturlig växtlighet. Runt Divan är det ganska tätbefolkat, med 93 invånare per kvadratkilometer.